# Gårdskärskustens naturreservat
Gårdskärskustens naturreservat är ett naturreservat i Tierps kommun och Älvkarleby kommun i Uppsala län. Beslutet om reservatsbildande är i februari 2024 överklagat.
Området är naturskyddat sedan 2023 och är 5 460 hektar stort. Reservatet ligger vid kusten nordost om Älvkarleby och består av grunda vikar, kalkrika skogar och rikkärr.